# Комунистичка партија Вијетнама
Комунистичка партија Вијетнама (КПВ) (виј. Đảng Cộng sản Việt Nam), формално основана 1930, је партија која влада Вијетнамом. Данас је то једина легална политичка партија у овој држави. Себе описује као марксистичко-лењинистичку партију. КПВ је управљајућа компонента шире групе организација познате као Вијетнамски отаџбински фронт. У Вијетнаму Комунистичку партију Вијетнама обично називају Đảng (Партија) или Đảng ta (наша Партија).
Комунистичком партијом Вијетнама формално управља Национални конгрес који се одржава сваких пет година. Практично организацију води Централни комитет сачињен од 160 чланова, који бира Политбиро којим управља генерални секретар. Тренутни генерални секретар КПВ је Нгујен Фу Чонг.

## Историјат

### Успон на власт (1925–1945)
Комунистичка партија Вијетнама вуче своју историју од 1925. године, када је Хо Ши Мин основао Вијетнамски револуционарни омладински савез, обично скраћену на Омладински савез.  Циљ Омладинског савеза био је окончање колонијалне окупације Вијетнама од стране Француске. Група је тражила политичке и друштвене циљеве — националну независност и прерасподелу земље сељацима који ју обрађују. Сврха Омладинског савеза је била да припреми масе за револуционарну оружану борбу против француске окупације. Његове напоре у постављању темеља за партију финансијски је подржала Коминтерна.
Године 1928. Куоминтанг (Кинеска националистичка партија) је уништио седиште Омладинског савеза у Кантону (данашњи Гуангџоу), а група је отерана у илегалу. Ово је довело до националног слома унутар Омладинског савеза, што је индиректно довело до раскола. Дана 17. јуна 1929. године, више од 20 делегата из ћелија широм региона Тонкин (север) одржало је конференцију у Ханоју, где су прогласили распуштање Омладинског савеза и оснивање нове организације под називом Комунистичка партија Индокине. Друга фракција Омладинског савеза, са седиштем у региону  Кошиншина (југ), одржала је конференцију у Сајгону и прогласила се Комунистичком партијом Анама крајем 1929. године. Две странке провеле су остатак 1929. у полемикама једна против друге у покушају да задобију позицију хегемоније над радикалним вијетнамским ослободилачким покретом. Трећа вијетнамска комунистичка група која није потицала из Омладинског савеза појавила се отприлике у то време у региону Анам, назвавши себе Комунистички савез Индокине. Савез комуниста Индокине имао је своје корене у другој национално-ослободилачкој групи која је постојала паралелно са Омладинским савезом, и видела себе као ривала овој другој.
Комунистичка партија Индокине и Комунистичка партија Анама, заједно са појединачним члановима Савеза комуниста Индокине, спојиле су се у уједињену комунистичку организацију под називом Комунистичка партија Вијетнама, коју је основао Хо Ши Мин на „Конференцији уједињења“, одржаној на Вах Јан колеџу у Коулуну, британски Хонгконг, од 3. до 7. фебруара 1930. године. На каснијој конференцији, на захтев Коминтерне, партија је променила име у Индокинеска комунистичка партија, често скраћено као ИКП. Током својих првих пет година постојања, ИКП је достигла чланство од око 1.500 и имала је велики контингент симпатизера. Упркос малој величини групе, она је извршила утицај у турбулентној вијетнамској друштвеној клими. Лоше жетве 1929. и 1930. године и тежак терет дугова послужили су за радикализацију многих сељака. У индустријском граду Вину, првомајске демонстрације организовали су активисти ИКП-а, које су добиле критичну масу када су се породице полусељака придружиле демонстрацијама како би изразиле своје незадовољство економским околностима са којима су се суочили.
Како су три првомајска марша прерасла у масовне митинге, француске колонијалне власти кренуле су да угуше оно што су сматрале опасним сељачким побунама. Владине снаге пуцале су на масу, убијајући десетине људи и разбесневши становништво. Као одговор, у селима су организована већа у настојању да сами управљају на локалном нивоу. Репресија колонијалних власти почела је у јесен 1931. године; Французи су на крају убили око 1.300 људи, а много више њих је било затворено или депортовано пошто је поново потврђена власт и ИКП је ефективно збрисана у региону. Генерални секретар Чан Фу и један број чланова Централног комитета су ухапшени или убијени. Ле Хонг Фонг је добио задатак од Коминтерне да обнови покрет. Странка је обновљена 1935. године, а за њеног генералног секретара је изабран Ле Хонг Фонг. Године 1936, Ха Хуј Тап је именован за генералног секретара уместо Ле Хонг Фонга, који се вратио у земљу да би обновио Централни комитет. Средином 1930-их, партија је била принуђена да јавно напусти велики део свог противљења француском колонијализму као што је то био случај јер је 1936. године. Совјетском лидеру Јосифу Стаљину било је више стало до јачања левичарске владе у Француској. Хо Ши Мин је такође био уклоњен из партијског руководства почетком 1930-их.
Француски колонијални апарат у Вијетнаму је прекинут током Другог светског рата. Пад Француске под нацистичку Немачку у јуну 1940. и потоња сарадња Вишијске Француске са силама Осовине Немачком и Јапаном послужили су за делегитимизацију француских захтева за суверенитетом. Рат у Европи је онемогућио колонијалну управу из Француске и Индокина је била окупирана од стране јапанских снага. Као резултат тога, комунисти су такође тражили прилику да оснују локалну организацију у већем делу земље.
На почетку рата, ИКП је упутила своје чланове да се крију на селу. Упркос томе, више од 2.000 чланова партије, укључујући многе њене лидере, је опкољено и ухапшено. Партијски активисти су били посебно тешко погођени у јужном региону Кочинчина, где је раније јака организација збрисана хапшењима и убиствима. Након устанка у Кочинчини 1940. године, већина Централног комитета, укључујући Нгујен Ван Цуа (генералног секретара) и Ха Хуј Тапа, су ухапшени и убијени, а Ле Хонг Фонг је депортован у Цон Ђао и касније умро. Појавило се ново партијско руководство, које је укључивало Чуонг Шина, Фам Ван Ђонга и Во Нгујен Ђапа. Заједно са Хо Ши Мином, ови појединци су обезбедили јединствено вођство партије у наредне четири деценије.
Хо Ши Мин се вратио у Вијетнам у фебруару 1941. и успоставио војно-политички фронт познат као Савез за независност Вијетнама, познатији као Вијетмин. Вијет Мин је била широка организација која је укључивала многе политичке партије, војне групе, верске организације и друге фракције које су тражиле независност Вијетнама. Вијетмин је био под великим утицајем руководства ИКП-а. Била је то најбескомпромиснија борбена сила против јапанске окупације и стекла је популарно признање и легитимитет у окружењу које ће постати политички вакуум. Упркос свом положају као језгро Вијетмина, ИКП је остала веома мала током целог рата, са процењеним бројем чланова између 2.000 и 3.000 до 1944. године.

### Први индокинески рат (1945–1954)
После Августовске револуције, Хо Ши Мин је постао председник Привремене владе (премијер Демократске Републике Вијетнам) и издао Прокламацију независности Демократске Републике Вијетнам. Иако је убедио цара Бао Даја да абдикује, његову владу није признала ниједна држава. Он је у више наврата молио америчког председника Харија С. Трумана за подршку независности Вијетнама, позивајући се на Атлантску повељу, али Труман није одговорио. Након успешног успостављања независне Демократске Републике Вијетнам у Ханоју, Вијетнам су преузеле кинеске националистичке снаге на северу и француско-британске заједничке снаге на југу.
Као одговор на француске покушаје да посеју нејединство унутар Вијетмина, ИКП је званично распуштена и деградирана у „Институт за проучавање марксизма у Индокини“. Овај симболични гест имао је за циљ да подстакне јединство између вијетнамских комуниста и некомуниста у њиховој борби против Француза и њихових симпатизера. У пракси, Вијетмин је постао водећа снага у борби за независност Вијетнама. ИКП је тобоже распуштена, али њено језгро је и даље функционисало. Према Централној обавештајној агенцији Сједињених Држава, чланство у Вијетмину је порасло на око 400.000 чланова до 1950. године. Године 1951, током рата за независност, званично распуштена Индокинеска комунистичка партија званично је поново успостављена и преименована у Радничку партију Вијетнама, често скраћено као РПВ. Индокинески рат против француских снага трајао је до вијетнамске победе у бици код Дијен Бијен Фуа 1954. године.
Вијетнам је подељен након Женевске конференције 1954. године, а комунисти су владали северном половином земље. Скоро одмах, партијски марксистички идеолози су поверовали да је њихова партија изгубила из вида своју праву марксистичку сврху да води радничку класу у борби против буржоазије у њеним напорима за националну независност. До 1955. године покренули су значајну кампању за унапређење особља са искуством у класној борби, по цену комуниста чије су претензије на ауторитет засноване на њиховом вођству у отпору против Француза.

### Вијетнамски рат (1955–1975)
На другом партијском конгресу одлучено је да се Комунистичка партија подели на три; по једна партија за Вијетнам, Лаос и Камбоџу. Међутим, у званичној белешци стоји да „вијетнамска партија задржава право да надгледа активности својих братских партија у Камбоџи и Лаосу“. Кмерска народна револуционарна партија је основана у априлу 1951, а Народна партија Лаоса је формирана четири године касније, 22. марта 1955. године. Конгрес треће странке, одржан у Ханоју 1960. године, формализовао је задатке изградње социјализма у дотадашњем Северном Вијетнаму, односно Демократској Републици Вијетнам (ДРВ), и обавезао странку на „ослобођење“ Јужног Вијетнама. На југу, Сједињене Државе су помогле успостављање антикомунистичке државе, Републике Вијетнам (РВН), 1955. године. Године 1960. ДРВ је успоставила војно-политички фронт на југу под називом Национални фронт за ослобођење Јужног Вијетнама или скраћено НЛФ. Амерички војници су НЛФ обично називали Вијетконгом или скраћено ВЦ.
Вијетнамски рат (или Други индокинески рат) избио је између комуниста који су укључивали Демократску Републику Вијетнам (Северни Вијетнам) и Национални ослободилачки фронт (Вијетконг), и антикомуниста који су укључивали Сједињене Државе, Републику Вијетнам (Јужни Вијетнам) и њихови савезници, као што су Аустралија, Јужна Кореја и Тајланд. Комунисти су добили подршку НР Кине и Совјетског Савеза. Рат је трајао од 1960. до 1975. и прелио се у Лаос и Камбоџу. Грађански рат у Камбоџи избио је између комунистичких Црвених Кмера и ГРУНК-а и проамеричке Кмерске Републике. Грађански рат у Лаосу избио је између комунистичког Патет Лаоа и проамеричке Краљевине Лаос. Камбоџански и лаошки комунисти су прошли обуку и подршку од ДРВ и НЛФ. Током рата, Радничка партија Вијетнама је такође основала свој подогранак на југу под називом Народна револуционарна партија Јужног Вијетнама, која је имала за циљ да води НЛФ. Након повлачења америчких трупа из Индокине и колапса РВН-а 30. априла 1975. године, Вијетнам је уједињен под вођством комуниста. На четвртом партијском конгресу 1976. године, Радничка партија Вијетнама се спојила са Народном револуционарном партијом Јужног Вијетнама и створила Комунистичку партију Вијетнама. Партија је објаснила да је спајање и промена имена извршена у светлу „јачања диктатуре пролетаријата, развоја вођства радничке класе... радничко-сељачког савеза“.

### Владајућа партија (1976-данас)
Четврти партијски конгрес се састојао од 1.008 делегата који су представљали 1.553.500 чланова странке, што је процењено на 3 одсто вијетнамског становништва. На конгресу је усвојена нова линија за социјалистичку изградњу, усвојен је Други петогодишњи план (1976–1980) и извршено је неколико амандмана на партијски устав. Нова линија партије наглашавала је изградњу социјализма у земљи и подржавала социјалистичку експанзију на међународном плану. Економски циљ партије био је да за 20 година изгради јаку и просперитетну социјалистичку земљу. Економски циљеви зацртани за Други петогодишњи план нису били реализовани, а између четвртог и петог партијског конгреса водила се жестока дебата о економским реформама. Први је био на Шестом пленуму ЦК Четвртог партијског конгреса у септембру 1979. године, али се најизразитији десио на Десетом пленуму ЦК Четвртог партијског конгреса који је трајао од 9. октобра до 3. новембра 1981. године. Пленум је усвојио реформски правац али је био приморан да ублажи своју позицију када се неколико огранака странке побунило против његове резолуције. На Петом партијском конгресу, одржаном у марту 1982, генерални секретар Ле Дуан је рекао да партија мора да тежи да постигне два циља; изградити социјализам и заштитити Вијетнам од кинеске агресије, али је приоритет дат социјалистичкој изградњи. Партијско руководство је признало неуспехе Друге петолетке, тврдећи да њихово несагледавање економских и социјалних услова погоршава економске проблеме земље. Трећи петогодишњи план (1981–1985) наглашавао је потребу за побољшањем животних услова и потребу за већом индустријском изградњом, али је пољопривреди дат највећи приоритет. Остале тачке су биле да се поправе недостаци у централном планирању, да се побољшају економски трговински односи са земљама СЕВ-а, Лаосом и Кампучијом.
Док је Ле Дуан наставио да верује у циљеве постављене у Трећем петогодишњем плану, водећи чланови Комунистичке партије губили су поверење у систем. У таквом расположењу је уведена реформа цена из 1985. — уведене су тржишне цене, што је довело до наглог пораста инфлације. До 1985. године постало је очигледно да је Трећи петогодишњи план несрећно пропао. Напади на интересе добростојећих били су део комунистичких идеја класне борбе. Већина образованих потицала је из добростојећих породица, а средњи и виши слојеви имали су образовање и способности које су биле кључне за просперитет земље, али је став Комунистичке партије према тим групама често ометао њихову ефективну употребу њиховог образовања и вештина. Као резултат тога, најхитније потребе Вијетнама, као што су обнова уништене економије и успостављање дугорочног економског развоја, углавном су остале неиспуњене. Особљу Комунистичке партије недостајале су вештине да се позабаве овим питањима, а комунистичка монополизација власти онемогућила је оне који су имали вештине да их употребе у деценији након завршетка рата. Вијетнам је био једна од најсиромашнијих земаља на свету током владавине Ле Дуана. Ле Дуан је умро 10. јула 1986, неколико месеци пре шестог партијског конгреса. Састанак Политбироа одржан између 25. и 30. августа 1986. отворио је пут радикалнијим реформама; нови реформски покрет је предводио Чуонг Чин. На шестом партијском конгресу, Нгујен Ван Лин је изабран за новог генералног секретара – ово је била победа реформског крила старе партијске гарде. Ново руководство изабрано на Конгресу ће касније покренути Дој Мој и успоставити оквир за социјалистички оријентисану тржишну економију. Економске реформе су започете упоредо са попуштањем државне цензуре и слободе изражавања. Комунистичка партија Кине похвалила је економске и политичке реформе КП Вијетнама, које су се наставиле почетком 2000-их.
На седмом партијском конгресу на којем се Нгујен Ван Лин повукао из политике, он је поново потврдио приврженост партије и земље социјализму. До Муој је наследио Нгујен Ван Лиха на месту генералног секретара, Во Ван Кјет, водећи реформистички комуниста, је именован за премијера, а Ле Дук Ан, именован је за председника. Године 1994. четири нова члана су именована у седми Политбиро, који су се сви противили радикалној реформи. На састанку Централног комитета у јуну 1997, и Ле Дук Ан и Во Ван Кјет су потврдили своје оставке на деветој Народној скупштини, која је распуштена у септембру. Фан Ван Хај је одобрен као наследник Во Ван Кјета, а релативно непознати Чуан Дук Луонг је наследио Ле Дук Ана на месту председника. На четвртом пленуму Централног комитета осмог партијског конгреса, Ле Ха Фјеу је изабран за генералног секретара, а До Муој , Ле Дук Ан и Во Ван Кјет су званично дали оставке на политику и изабрани су за Саветодавно веће Централног комитета. Нонг Дук Ман је наследио Ле Ха Фјеуа 2001. године на месту генералног секретара.[Нонг Дук Ман је држао прво место до 11. Националног конгреса 2011. године, када га је наследио Нгујен Фу Чонг. Чонг је виђен као конзервативац и ближи Кини. 2021. године, генерални секретар Комунистичке партије, Нгујен Фу Чонг, поново је изабран за свој трећи мандат, што значи да је он најмоћнији лидер Вијетнама у последњих неколико деценија.

## Идеологија
Вијетнам је социјалистичка република са једнопартијским системом на челу са Комунистичком партијом. КП Вијетнама подржава марксизам-лењинизам и мисао Хо Ши Мина. Две идеологије служе као смернице за деловање партије и државе. По Уставу, Вијетнам се налази у периоду транзиције ка социјализму. Марксизам-лењинизам је у Вијетнаму уведен 1920-их и 1930-их, а вијетнамска култура је вођена под заставом патриотизма и марксизма-лењинизма. Хо Ши Минова веровања нису била систематизована током његовог живота, нити се то догодило брзо након његове смрти. Чуонг Чинова биографија о Хоу из 1973. наглашава његову револуционарну политику. Мисли о Хоу су систематизоване 1989. године под вођством Нгујен Ван Лина. Хо Ши Минова мисао и марксизам-лењинизам постали су званичне идеологије КП Вијнетнама и државе 1991. године. Према Софи Квин-Џаџ, захтев КП Вијетнама за легитимитетом задржан је након колапса комунизма 1989. и распада Совјетског Савеза 1991. године због његове посвећености мислима Хо Ши Мина, према Сопхие Куинн-Јудге. Према Пјер Брошеу, тренутна државна идеологија је мисао Хо Ши Мина, при чему марксизам-лењинизам игра споредну улогу. Неки тврде да се мисао Хо Ши Мина користи као вео за партијско руководство које је престало да верује у комунизам, али други то искључују на основу тога што је Хо Ши Мин био страствени присталица Лењина и диктатуре пролетаријата. Други пак виде мисао Хо Ши Мина као политички кровни термин чија је главна функција увођење несоцијалистичких идеја и политика без оспоравања социјалистичке легалности.
Марксизам-лењинизам је изгубио своје идеолошко упориште у вијетнамској политици од увођења мешовите економије касних 1980-их и 1990-их. Због реформи Ђои Мои, партија није могла да базира своју владавину на одбрани само радника и сељака, што је званично названо „савез радничке класе и сељака“. У уставу донесеном 1992. године држава је представљала „раднике, сељаке и интелектуалце“. Последњих година партија је престала да представља одређену класу, већ „интересе целог народа“, што укључује и предузетнике. Последња класна баријера уклоњена је 2006. године, када је члановима партије дозвољено да се баве приватним пословима. Суочени са стављањем улоге марксизма-лењинизма у други план, партија је добила ширу идеологију, стављајући већи нагласак на национализам, развојност и постајући заштитник традиције. Сам Мин је изјавио да оно што га је првобитно привукло комунизму нису биле његове доктрине, које он у то време није разумео, већ једноставна чињеница да су комунисти подржавали независност земаља попут Вијетнама.

## Даља литература
- „11. национални конгрес Комунистичке партије Вијетнама привукао широку пажњу“, 10. јануар 2011.